# Lijeska, Bijelo Polje
Lijeska este un sat din comuna Bijelo Polje, Muntenegru. Conform datelor de la recensământul din 2003, localitatea are 269 de locuitori (la recensământul din 1991 erau 348 de locuitori).

## Demografie
În satul Lijeska locuiesc 221 de persoane adulte, iar vârsta medie a populației este de 41,7 de ani (41,0 la bărbați și 42,5 la femei). În localitate sunt 89 de gospodării, iar numărul mediu de membri în gospodărie este de 3,02.
Populația localității este foarte eterogenă.
|  |

| Demografie | Demografie | Demografie |
| An         | Locuitori  | Locuitori  |
| ---------- | ---------- | ---------- |
|            |            |            |
|            |            |            |
|            |            |            |
|            |            |            |
| 1948       | 507        |            |
| 1953       | 631        |            |
| 1961       | 635        |            |
| 1971       | 585        |            |
| 1981       | 492        |            |
| 1991       | 348        | 318        |
| 2003       | 316        | 269        |

| \| Componența etnică conform recensământului din 2003[2] \| Componența etnică conform recensământului din 2003[2] \| Componența etnică conform recensământului din 2003[2] \| Componența etnică conform recensământului din 2003[2] \| Componența etnică conform recensământului din 2003[2] \| \| ----------------------------------------------------- \| ----------------------------------------------------- \| ----------------------------------------------------- \| ----------------------------------------------------- \| ----------------------------------------------------- \| \| \| \| \| \| \| \| Sârbi \| Sârbi \| \| 143 \| 53,15% \| \| Muntenegreni \| Muntenegreni \| \| 112 \| 41,63% \| \| necunoscută \| necunoscută \| \| 0 \| 0% \| |              |  |     |        |
| Componența etnică conform recensământului din 2003 |              |  |     |        |
| |              |  |     |        |
| Sârbi | Sârbi        |  | 143 | 53,15% |
| Muntenegreni | Muntenegreni |  | 112 | 41,63% |
| necunoscută | necunoscută  |  | 0   | 0%     |